# Sebastián Medina
Sebastián Luciano Emanuel Medina (Clorinda, Formosa, 15 de marzo de 2000) es un futbolista argentino. Juega de volante ofensivo en Tigre, de la Primera División de Argentina.

## Carrera
Sebastián Medina realizó inferiores en River Plate desde 2013 hasta 2020. Donde se consagró campeón dos veces durante esos años, la primera vez en séptima división en el año 2016, y posteriormente al año siguiente de la Generation Adidas Cup 2017, ganándole la final al Flamengo por 2 a 1. En septiembre de 2020 se incorporó a Guillermo Brown en condición de libre.
En febrero de 2022 se incorpora a préstamo por un año a Patronato.Donde se consagra campeón de la vigésima edición de la Copa Argentina disputada ese año.
En enero de 2023 es fichado por el Club Atlético Tigre donde dicho club compra el 50% del pase del jugador al Club Guillermo Brown.

## Clubes
| Club            | País      | Año       |
| --------------- | --------- | --------- |
| Guillermo Brown | Argentina | 2020-2022 |
| Patronato       | Argentina | 2022      |
| Tigre           | Argentina | 2023-Act. |

## Palmarés

### Torneos nacionales
| Título         | Club      | País      | Año  |
| -------------- | --------- | --------- | ---- |
| Copa Argentina | Patronato | Argentina | 2022 |